# NGC 3938
NGC 3938 je spirální galaxie v souhvězdí Velké medvědice. Objevil ji William Herschel 6. února 1788. Od Země je vzdálená přibližně 47 milionů světelných let
a je členem jižní části Skupiny galaxií Velká medvědice, která má označení LGG 269.
Na obloze se dá najít i malým dalekohledem necelé 4° jihovýchodně od hvězdy Alkafzah (χ UMa), která má hvězdnou velikost 3,7. Galaxie je směrem k Zemi natočena čelně, takže na fotografiích můžeme snadno pozorovat její čtyři spirální ramena.

## Supernovy
V této galaxii bylo pozorováno několik supernov: SN 2017ein typu Ic s magnitudou 15,0,
SN 2005ay typu II s magnitudou 15,6, SN 1964L typu Ic s magnitudou 13,3 a SN 1961U s magnitudou 13,7.